# Amédée Ier de Savoie
Pour les articles homonymes, voir Amédée Ier et Amédée de Savoie.
Amédée Ier de Maurienne, selon l'usage dit de Savoie, dit Cauda (« la Queue »), né vers 1016 et mort vers 1051/1060, est le second comte en Maurienne et des Belleysans, également seigneur du Bugey, d'Aoste et du Chablais (v. 1042/1046-1051), héritier d'Humbert aux-Blanches-Mains.
Les Humbertiens, à l'origine de la maison de Savoie, bien qu'étant implantés dans le comté de Savoie, ne portent le titre de comte de Savoie qu'avec le comte Amédée III, à partir de 1143.

## Biographie

### Origines
Amédée, parfois Amé, serait né aux alentours du début du XIe siècle. Le site de généalogie Foundation for Medieval Genealogy (FMG) donne pour période [995/1000] voire après. Georges Chapier (2005) ou Germain (2007) avancent l'année 1016 et très probablement le château de Charbonnières pour lieu de naissance, en Maurienne, centre du pouvoir des Humbertiens. L'indication de Suse, dans le Piémont, par Michel Germain semble peu probable.
Il est le fils et l'héritier du comte Humbert, fondateur attesté de la dynastie des Humbertiens, et de sa femme Ancilie (ou Auxilia, Auxiliende),,, dont l'origine n'est pas précisément connues.
Ses jeunes frères ont une carrière ecclésiastique, Burcard devient évêque d'Aoste (1025-1032), prieur de Saint-Maurice d’Agaune, puis archevêque de Lyon (1033-1034), tandis que Aymon est abbé bénédictin de Saint-Maurice d’Agaune, puis évêque de Sion (1034-1054),.
Il est mentionné en avril 1022 dans un acte de donation de l'évêques de Langres, Lambert, à son père le comte Humbert, et son frère Burcard, évêque d'Aoste. Le Régeste genevois (1866) donne précisément le 8, date retenue par le site FMG, et le Regeste dauphinois (1912) le 9.

### Surnom
Son surnom de la Queue — Cauda — viendrait de l'époque du couronnement du souverain du Saint-Empire Henri III le Noir, auquel il participa suivi d'un long cortège de gentilshommes — la « queue » en question. Les chroniqueurs rapportent qu'à Vérone, il se présenta au conseil suivi de ses gentilshommes (« mia cauda » que l'on peut traduire par « sa suite »). À l'huissier qui le priait « de vouloir faire retirer cette grande troupe qui estait à sa queue », il insista et fit grand bruit. L'empereur, averti, dit : « qu'on le laisse rentrer et qu'il laisse sa queue dehors », ce à quoi le comte Amédée s'exclama : « Si ma queue n'y entre avec moi, je n'y entrerai là, et vous en quitte » ; l'empereur ordonna alors que la porte fût ouverte au comte et à sa queue,,.

« Advint un jour, raconte Paradin, que le comte se vint présenter à l'huis de la  chambre où se tenoit le conseil, et ayant heurté, lui fut incontinent la porte présentée, pour sa personne seulement, le priant l'huissier du conseil de vouloir faire retirer cette grande troupe qui estoit à sa queue ; à quoi ne voulant acquiescer, ne voulut l'huissier permettre l'entrée : dont il persista encore si haultement que l'empereur oyant le bruit demanda que c'estoit, l'huissier répond que c'estoit le comte de Maurienne qui menoit après soi un grand nombre de gentils-hommes. Lors, dit l'empereur, qu'on le laisse entrer et qu'il laisse sa queue dehors : ce qu'ayant entendu, le comte  répondit avec mécontentement : si ma queue n'y entre avec moi, je n'y entrerai là et vous en quitte.  Alors l'empereur ordonna que la porte fût ouverte au comte et à sa queue. »

— Chroniques.

### Règne
La tradition historiographique considère que le comte Humbert meurt aux alentours de 1048, soit après presque 43 ans de règne. L'étude des actes dont la dernière charte donnée par Humbert (le 10 juin 1042, « sans doute in articulo mortis » selon le médiéviste Laurent Ripart) permet de contester cette date pour placer son décès et donc sa succession aux alentours de 1042, voire 1046 au plus tard. Amédée aurait donc la trentaine quand il monte sur le trône.
Il est vraisemblablement, ou peut-être son frère Othon, à l'origine, par une donation, de la fondation, du prieuré du Bourget, près du lac, en entre 1042 et 1045,,. La charte datant de 1025 de la fondation est fausse (Duparc, 1972). Toutefois, le médiéviste Laurent Ripart donne une période plus probable comprise entre 1042 et 1045.
Amédée s'installe au château d'Hermillon, près de Saint-Jean-de-Maurienne, qu'il fortifie.
Sous son règne débuta l'exode des paysans, trop nombreux dans les étroites vallées, vers les terres d'altitude dans les montagnes, qui jusqu'alors étaient couvertes d'immenses et épaisses forêts. Les premiers plateaux d'altitude furent conquis par les paysans de la vallée de l'Arve et du Faucigny. Comme eux, les paysans de Maurienne et de Tarentaise migrèrent en nombre depuis leurs vallées vers des terres plus élevées.
C'est sous le règne d'Amédée Ier que vécut Guillaume della Chiusa, moine bénédictin, auteur de la plus ancienne chronique de Savoie en vers latins ; originaire de la vallée de la Maurienne, il dit avoir écrit ses chroniques à partir de traditions orales, car tous les documents de son monastère furent incendiés ou dévastés par les Sarrasins.

### Mort et lieu de sépulture
Selon la tradition, instaurée depuis les Chroniques de Savoie de Jehan d'Orieville, dit Cabaret, historiographe du comte Amédée VIII, le comte Amédée serait décédé après le 18 décembre 1051. Le médiéviste Laurent Ripart donne quant à lui plutôt vers 1060.
Son frère, Othon (v. 1023- v.1060), quatrième fils du comte Humbert, lui succède. Les deux autres aînés, Bouchard ou Burckard ou Buchard et Aymon, tous deux ecclésiastiques, sont ainsi écartés de la succession.
Contrairement à son père, inhumé au prieuré des Échelles, la sépulture d'Amédée semble être le prieuré clunisien du Bourget dont il est le fondateur. Son fils, Humbert, semble avoir été enterré lui aussi dans ce prieuré.

## Famille
Amédée Ier épouse une princesse nommée Adalgide, Adèle ou Adélaïde,. L'historien Michel Germain, dans son travail de synthèse à propos des personnalités de la Savoie, avance une Adeli (ou Adalelgida) de Bourgogne. À sa mort, la couronne passe aux mains de son frère Othon.
Selon les travaux de l'historien français Georges de Manteyer (1899) ou de l' archiviste vaudois Maxime Reymond (1919) (1872-1951), repris également par Michel Germain, le comte Amédée aurait eu trois enfants. Le site de généalogie de la Foundation for Medieval Genealogy (FMG) ne mentionne que les deux garçons, le second n'étant que présumé :
- Humbert[2] († 1051) ;
- Thiberge (?) / Thetberge/Thietburge ;
Luther (2016) dans son tableau généalogique des Humbertiens la présente comme l'épouse (1) Louis de Faucigny, puis (2) Gérold de Genève[19].
- (?) Aymon († 1060), évêque de Belley (vers 1034-1044)[20],[21],[22].

## Titres et possessions
Amédée semble être le premier des Humbertiens à être titré dans un acte (dont la datation pourrait être vers 1062, dont on n'a qu'une transcription partielle) de donation d'un manse aux chanoines de Saint-Jean, de comes Belicensium, que l'on peut traduire par « comte des Belleysans ». Aucune autre mention n'utilise cette titulature. Selon les historiens, il peut également s'agir de son neveu, Amédée II,.